# Canal d'Aire

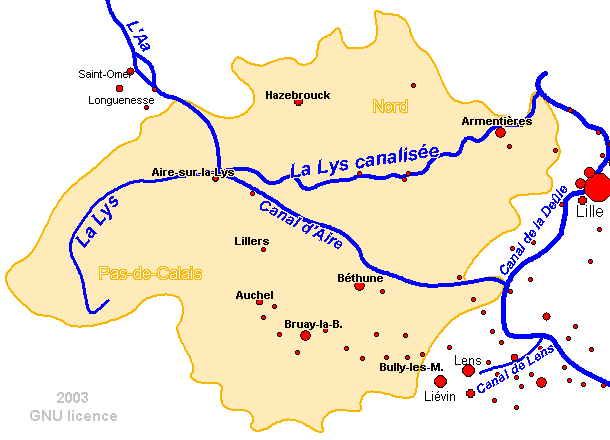
Plan du canal.

Le canal d'Aire ou canal d'Aire-sur-la-Lys à La Bassée est un canal situé dans les départements français du Nord et du Pas-de-Calais.

## Histoire

### Origine
Le canal est complété en 1825.

### Les travaux des années 1920-1930
Au cours des années 1920 le canal d'Aire subit de nombreux travaux pour y faciliter la navigation de bateaux de 350 tonnes.

#### La dérivation de Béthune
L'enquête publique pour la dérivation de Béthune est ordonnée par le préfet du Pas-de-Calais le 22 décembre 1924. Au tout début de l'année 1925 la commission d'enquête donne un avis favorable à la réalisation de la dérivation. Sa mise en place, qui va couper les chemins de grande communication 171 et 177 implique la création d'un pont fixe et le déplacement des voies de la ligne de tramway de Béthune à Estaires qui emprunte le CGC 171 par ce nouveau pont,.
La dérivation est mise en service le 20 juillet 1931.

### Des années 1970 à aujourd'hui
Dans les années 1970 et 1980, il a été mis à grand gabarit, il fait partie aujourd'hui de la liaison Dunkerque Escaut.

### Traductions
- (nl) Cet article est partiellement ou en totalité issu de l’article de Wikipédia en néerlandais intitulé « Canal Ariën-La Bassée » (voir la liste des auteurs).